# Леда з лебедем (Галерея Боргезе)
Леда з лебедем — картина темперою на дереві (112×86 см) художника леонардеска, ймовірно Чезаре да Сесто, датується приблизно 1510–1520 роками і зберігається в галереї Боргезе в Римі. Це копія «Леди» Леонардо да Вінчі.

## Опис і стиль
На картині зображено чуттєву Леду в обіймах лебедя, який є втіленням її коханого Юпітера. Інтерес до античних міфів характерний для гуманістів італійського Відродження.
Біля ніг жінки лежать два яйця, з яких, згідно з деякими версіями міфу, народилися сестри Єлена і Клітемнестра та близнюки Діоскури Кастор і Поллукс. Тло, багате на пейзажі та архітектуру (зокрема, внизу ліворуч — античні руїни як свідчення захоплення античністю), розмите повітряною перспективою.